# Perfect Education 6
Perfect Education 6 (完全なる飼育 赤い殺意?, Kanzen naru shiiku - Akai satsui, lett. "L'educazione completa - L'omicidio rosso") è un film del 2004 diretto da Kōji Wakamatsu. È il sesto capitolo della serie di The Perfect Education

## Trama
Dietro la promessa di un lauto compenso, un gigolò indebitato (Fumiya) accetta di ottemperare alla singolare richiesta di una cliente; ucciderne il ricco marito, che abita in un paese di montagna. La missione viene portata a termine, ma Fumiya viene colto sul fatto ed è costretto a scappare. Braccato dalla polizia e feritosi ad una gamba durante la fuga, egli si rifugia in una baita isolata; qui trova Akiko, una ragazza ridotta in schiavitù, prigioniera e soggiogata al volere del folle e possessivo Yamada, il padrone di casa. Nascosto nel solaio della baita, Fumiya assiste alle violenze, fisiche, sessuali e psicologiche, inflitte da Yamada alla ragazza e matura, con il passare dei giorni, la ferma volontà di doverla liberare. Ma l'unico modo è uccidere l'aguzzino.

## Seguiti
Nel 2010 è uscito Perfect Education: Maid, for You (Kanzen naru shiiku: Meido, for you), per la regia di Kenta Fukasaku. Nel 2013 è stato distribuito TAP: Perfect Education (TAP 完全なる飼育, TAP Kanzen-naru shiiku), diretto da Kazuki Katashima, e nel 2020 Perfect Education: étude (完全なる飼育 étude, Kanzen-naru shiiku - étude), diretto da Takuya Kato.